# هذا الشاب مجنون (فلم)
هذا الشاب مجنون (بالإنجليزية: Yeh Jawaani Hai Deewani) هو فيلم كوميدي انتج في الهند وصدر في 31 مايو 2013. الفيلم من إخراج آيان موخارجي وكتابة حسين دلال.

## بطولة
- ديبيكا بادكون
- رانبير كابور
- أديتيا روي كابور
- كالكي كويتشلن

## القصة
هو فيلم جنوني تظهر فيه ديبيكا بادوكون بدور الفتاة الذكية تذهب إلى رحلة وتلتقي في القطار بزميل دراستها رانبير كابور وتلتقي مع اصحابه ويبدأ الجنون والمرح.

## الميزانية والإيرادات
بلغت تكلفة إنتاج الفيلم حوالي 45 كرور روبية هندية (7٫5 مليون دولار أمريكي) بينما حقق أرباحا تقدر بـ 188 كرور روبية هندية (31 مليون دولار أمريكي).

## مراجغ
1. ↑  "معلومات عن ييه جواني هي ديواني على موقع kvikmyndir.is". kvikmyndir.is. مؤرشف من الأصل في 2014-08-19.
2. ↑  "معلومات عن ييه جواني هي ديواني على موقع fandango.com". fandango.com. مؤرشف من الأصل في 2020-10-22.
3. ↑  "معلومات عن ييه جواني هي ديواني على موقع moviepilot.de". moviepilot.de. مؤرشف من الأصل في 2016-04-15.

## وصلات خارجية
- مقالات تستعمل روابط فنية بلا صلة مع ويكي بيانات